# Allée couverte de la Bellée
L'allée couverte de la Bellée, appelée aussi allée couverte de la Belle Haye (Bellehaye), est un dolmen situé sur le territoire de la commune de Boury-en-Vexin dans le département de l'Oise.

## Historique
Hersan visite le monument avant 1826 mais ne le décrit qu'en 1848. Vers 1827, plusieurs tables de couverture furent enlevées pour construire un rocher artificiel dans le parc du château de Boury. L'allée est mentionnée dès 1848 mais ne fut fouillée qu'en 1867 par Édouard Brongniart. L'édifice bénéficie rapidement d'un certain renom en raison des sculptures qu'il contient et au début du XXe siècle, il fait l'objet de plusieurs visites par les sociétés savantes. Entre 1882 et 1960, sept plans du monument sont publiés.

## Architecture
Le dolmen est une allée couverte classique et très représentative de  culture Seine-Oise-Marne. Elle mesure environ 9,80 m de long. Elle est presque parfaitement orientée est-ouest avec une entrée à l'est. Elle est délimitée par huit orthostates côté droit et six côté gauche. La chambre est de forme trapézoïdale. Elle mesure 6,60 m de longueur sur 2,05 m de largeur côté entrée et 1,60 m au chevet. L'antichambre est parfaitement rectangulaire (2,40 m de long sur 1,70 m de large). Elle est délimitée par deux orthostates de chaque côté. L'entrée est composée d'une dalle perforée (1,50 m de haut sur 2,36 m de large). Le trou d'homme est légèrement ovale (0,52 m sur 0,54 m). L'existence d'une feuillure, côté vestibule, est controversée. Le bouchon obturateur n'a pas été retrouvé. Deux autres petites dalles cintrées retrouvées à proximité devaient être utilisées dans le système de fermeture. Cinq tables de couverture sont demeurées en place.
Toutes les dalles sont en calcaire dur. L'allée est entourée d'un tumulus.

## Sculptures
Deux des quatre dalles du vestibule comportent des sculptures représentant la « déesse-mère » : une paire de seins sur la première dalle de gauche et une paire de seins surmontée de trois bourrelets ovale interprété comme étant un collier sur la deuxième dalle de droite.

## Fouille archéologique
Selon le rapport de fouille de Brongniart publié en 1874, l'allée comportait trois couches de corps superposés, inhumés en position accroupie, le dos appuyé aux parois, séparées par un lit de pierres plates, contenant au moins quarante squelettes. De nombreuses dents humaines ont été retrouvées de manière isolée. Au total, le nombre d'individus qui furent inhumés est estimé à quatre-vingt dix. L'examen des dents indique que les individus inhumés correspondent à divers âges, depuis des enfants comportant encore leurs dents de lait jusqu'à des vieillards aux dents très abrasées.
Dans son compte rendu de fouille, Brongniart est assez imprécis sur la localisation du mobilier funéraire retrouvé. Brongniart mentionne avoir découvert une petite hache polie en silex blanc, trois haches en silex blanc fragmentées, une hache pendeloque en jade verte, deux pointes de lance parfaitement taillées, une grande quantité de rondelles en nacre percées, un poinçon en os poli, des éclats de silex, trente-trois dents de cheval percées, un vase presque entier et des tessons de poterie. L'intégralité de ce matériel est désormais perdue hormis le vase. Il semble que les deux pointes de lance décrites par Brongniart étaient en fait des armatures de flèches. Le vase de 18,5 cm de hauteur est du type « pot de fleurs » caractéristique de la culture Seine-Oise-Marne.